# Linas Balčiūnas
Linas Balčiūnas (* 14. Februar 1978 in Jonava) ist ein ehemaliger litauischer Radrennfahrer.
Balčiūnas nahm für sein Land an den Olympischen Sommerspielen 1996 und 2004 teil. 1996 schied er im Straßenrennen aus. 2004 wurde er mit seinem Team Achter in der Mannschaftsverfolgung und als Solist Neunter der Einerverfolgung.
Im Straßenradsport war Balčiūnas von 1999 bis 2008 Mitglied in UCI-Radsportteams und gewann in dieser Zeit verschiedene Abschnitte internationaler Etappenrennen. Zu seinen größten Erfolgen auf der Bahn gehört der Titelgewinn im Omnium bei den Europäischen Meisterschaften 2005.

## Erfolge
1998
- eine Etappe und Sprintwertung Rhodos-Rundfahrt

1999
- Chrono Champenois – Trophée Européen

2000
- Prolog Ster der Beloften
- eine Etappe Tour de l’Ain

2001
- eine Etappe Tour de Picardie
- Litauische Straßenmeisterschaft

2004
- Bahnrad-Weltcup 2004 Moskau – Mannschaftsverfolgung
- eine Etappe Baltyk-Karkonosze-Tour

2005
- Europäische Meisterschaften – Omnium
- eine Etappe Tour du Poitou-Charentes

2008
- eine Etappe Dookoła Mazowsza

## Teams
- 1999 Saint-Quentin–Oktos–MBK
- 2000 Saint-Quentin–Oktos
- 2001 Ag2r Prévoyance
- 2002 Ag2r Prévoyance
- 2003 MBK–Oktos

- 2005 Agritubel
- 2006 Agritubel
- 2007 Agritubel
- 2008 Ulan